# Tigres de Victoriaville
Tigres de Victoriaville är ett kanadensiskt proffsjuniorishockeylag som spelar i Ligue de hockey junior majeur du Québec (LHJMQ) sedan 1987. De har dock sitt ursprung från 1982 när Chevaliers de Longueuil anslöt sig till ligan och spelade fram till 1987 innan de blev Tigres. Laget spelar sina hemmamatcher i Colisée Desjardins, som har en publikkapacitet på 3 420 vid ishockeyarrangemang, i Victoriaville i Québec. Tigres har vunnit en Trophée Jean Rougeau, som delas ut till det lag som vinner grundserien, för säsongen 1989–1990 och en Coupe du Président, som delas ut till vinnaren av slutspelet, för säsongen 2001–2002. De har dock inte vunnit någon Memorial Cup, CHL:s slutspel mellan säsongens mästare i LHJMQ, OHL och WHL samt ett värdlag.
Tigres har fostrat spelare som bland andra Matthew Barnaby, Daniel Corso, Alexandre Daigle, Phillip Danault, Jason Demers, Stéphane Fiset, Mathieu Garon, Yanni Gourde, Matthew Lombardi, Morten Madsen, Andrej Nestrašil, Johnny Oduya, Kevin Poulin, Yves Racine, Aleksandr Rjazantsev, P.J. Stock, Stéphane Veilleux och Antoine Vermette.